# دانيال غراسي
دانيال غراسي هو فنان قتال مختلط برازيلي، ولد في 28 يونيو 1972 في ريو دي جانيرو في البرازيل.

## وصلات خارجية
- دانيال غراسي على موقع بيلاتور (الإنجليزية)
- دانيال غراسي على موقع شيردوغ (الإنجليزية)
- دانيال غراسي على موقع CageMatch worker (الإنجليزية)
- دانيال غراسي على موقع IMDb (الإنجليزية)